# カール・ツー・ライニンゲン (1804-1856)
カール・フリードリヒ・ヴィルヘルム・エミッヒ・ツー・ライニンゲン（Karl Friedrich Wilhelm Emich Fürst zu Leiningen, 1804年9月12日 - 1856年11月13日）は、ドイツのシュタンデスヘル。ライニンゲン侯。イギリス女王ヴィクトリアの異父兄。

## 生涯
ライニンゲン侯エミッヒ・カールとその2番目の妻でザクセン＝コーブルク＝ザールフェルト公フランツの娘であるヴィクトワールの間の第1子、長男として生まれた。1814年に父が死ぬと侯家の家督を継いだが、まだ幼齢のため母が後見役となった。しかし母は1818年にイギリス王族のケント公エドワードと再婚し、翌年イギリスに渡った。カールはバイエルン王国軍に仕官し、陸軍少将となった。1837年、即位したばかりの異父妹ヴィクトリア女王より、ガーター勲章を授けられている。
1848年革命に際し、「ドイツ国摂政」とされたヨハン大公の指名により、フランクフルト国民議会が創設したドイツ国臨時中央政府の初代首相に任命された。ただし在職期間は1848年7月15日から9月5日までと短く、すぐにオーストリア人のアントン・フォン・シュメアリンクに交替した。

## 子女
1829年2月13日にボヘミア出身の伯爵令嬢マリア・フォン・クレーベルスベルク（1806年 - 1880年）と結婚し、間に2人の息子をもうけた。
- エルンスト・レオポルト・ヴィクトル・カール・アウグスト・ヨーゼフ・エミッヒ（1830年 - 1904年） - ライニンゲン侯
- エドゥアルト・フリードリヒ・マクシミリアン・ヨハン（1833年 - 1914年）